# Gleichzeitigkeit (Philosophie)
Gleichzeitigkeit oder Simultaneität bedeutet nach Søren Kierkegaard (1813–1855) eine Vermittlung persönlicher gegenwärtiger Botschaften, die sich aus historischen Tatsachen und Begebenheiten herleiten. Diese Vermittlung gilt für den, der dazu bereit ist, für sich aus diesen historischen Tatsachen eine persönliche Lehre abzuleiten. Es handelt sich dabei um eine Methode in der Hermeneutik und der Exegese. Kierkegaard hat dem Begriff der Gleichzeitigkeit – omnia simul – eine besondere theologische Prägung gegeben, die insbesondere für die biblische Exegese von Bedeutung ist. Gleichzeitigkeit stellt damit eine besondere Aufgabe für das Bewusstsein dar. Es handelt sich dabei um eine Leistung, die vom Glaubenden erwartet wird. Es geht darum, die geschichtliche Heilstat Christi, so total ins Jetzt zu vermitteln, dass sie für den Glaubenden als gegenwärtig erfahren und erlebt bzw. entsprechend ernst genommen wird.

## Sinnverwandte Begriffe
Als sinnverwandt ist der Begriff der Vorstellung zu nennen. Es erscheint dabei wesentlich, dass hier nicht einseitig Begriffsbildungen, also Denkprozesse im Vordergrund stehen, sondern auch Gefühls-, Einbildungs- und Phantasietätigkeit sowie Traumgebilde eine wesentliche Rolle spielen. Kant sprach auch vom Schematismus der Einbildungskraft. Durch diese Fähigkeiten wird eine Vergegenwärtigung auch von Vergangenem durch den Erlebnisakt ermöglicht. In der französischen Sprache etwa steht das Wort représentation nach seiner Wortherkunft für die gleichen qualitativen Bewusstseinsvorgänge, vgl. auch die Internationalisierung des vorliegenden Artikels. Aufgrund dieser eher psychologischen als historisch exakten Bedeutung wird Gleichzeitigkeit als Relativierung des rein Historischen verstanden.

## Ästhetisches Bewusstsein
Nach Hans-Georg Gadamer (1900–2002) ist Gleichzeitigkeit eine Eigenschaft des ästhetischen Bewusstseins. Ästhetisches Bewusstsein zeichnet sich durch inhaltliche Abstraktion vom Geschmack aus. Nicht nur das, was in einer ganz bestimmten Kultur Brauch und Sitte ist, sondern gerade auch das, was von der Bewahrung des Angestammten abweicht, ist Gegenstand dieses Bewusstseins. Anstelle der Einheit des Geschmacks tritt hier ein bewegliches Qualitätsgefühl. Diesem Gefühl ist auch die historische Relativität des Geschmacks bewusst, siehe dazu auch die am Historismus geübte Kritik. Die Forderung der Gleichzeitigkeit beinhaltet, das Fremd- und Andersartige in der Geschichte zugleich in sich selbst präsent zu finden. Wilhelm Dilthey (1833–1911) hatte ebendiesen Gedanken im Sinne mit seiner Feststellung: „Die Auslegung [der Historie oder eines historischen Texts] wäre unmöglich, wenn die Lebensäußerungen völlig fremd wären. Sie wäre unnötig, wenn in ihnen nichts fremd wäre. Zwischen diesen beiden äußersten Gegensätzen liegt sie also.“